# Senis
Senis település Olaszországban, Szardínia régióban, Oristano megyében. Lakosainak száma 406 fő (2023. január 1.). Senis Assolo, Laconi, Nureci, Villa Sant'Antonio és Asuni községekkel határos.

## Népesség
A település lakossága az elmúlt években az alábbi módon változott:
| Lakosok száma | 441  | 438  | 406  |
|               | 2017 | 2018 | 2023 |